# Oskierka
Oskierka (Oskierko) – polski herb własny rodziny litewskiej szlacheckiej, odmiana herbu Murdelio.

## Opis herbu
W polu czerwonym półksiężyc złoty rogami na dół, między niemi gwiazda z tegoż metalu, na księżycy kryż złoty. W koronie trzy pióra strusie.

## Herbowni
Oskierko (Oskierka), Cielica, Telica, Książyk, Księżopolski, Księżyk

### Znani herbowni
- Oskierko Hregory, rotmistrz i pułkownik królewski, brał udział w bitwie nad Ułą w 1564 i przy zdobyciu Połocka w 1579.
- Oskierko Samuel, sędzia ziemski mozyrski w 1653, pułkownik królewski, brał udział w walkach przeciw Kozakom, Moskwie i Szwedom, elektor 1632 z Mińskiem.
- Oskierko Antoni, kasztelan nowogrodzki 1726, stronnik Leszczyńskiego, zm. 1735.
- Oskierko Mikolaj, ostatni strażnik polny litewski i szambelan królewski, patriota, skazany na zesłanie, zm. 1796 w Tobolsku.
- Oskierko Stefan, pułkownik piechoty armii Księstwa Warszawskiego, brał udział w kampanii 1812 r., poległ w walce pod Dyneburgiem.
- Oskierko Michał, lekarz, komisarz powstania styczniowego, został rozstrzelany 1865 w Mohylewie.